# Paladilhia
Paladilhia is een geslacht van weekdieren uit de klasse van de Gastropoda (slakken).

## Soorten
- Paladilhia castaneaensis Girardi, 2015
- Paladilhia conica Paladilhe, 1867
- Paladilhia coutalensis Girardi, 2015
- Paladilhia gloeri Boeters & Falkner, 2003
- Paladilhia jamblussensis Bertrand, 2004
- Paladilhia moitessieri Paladilhe, 1865
- Paladilhia pleurotoma Bourguignat, 1865
- Paladilhia roselloi Girardi, 2004
- Paladilhia subconica Girardi, 2009
- Paladilhia umbilicata (Locard, 1902)
- Paladilhia vernierensis Girardi, 2009
- Paladilhia yunnanensis Liu, Wang & Zhang, 1980